# تفشي الحصبة في جمهورية الكونغو الديمقراطية 2019-20
تفشي الحصبة في جمهورية الكونغو الديمقراطية 2019-20 في عام 2019 انتشر وباء الحصبة في جمهورية الكونغو الديمقراطية. بدأ الوباء في أوائل عام 2019 في الركن الجنوبي الشرقي من جمهورية الكونغو الديمقراطية ثم انتشر إلى جميع المحافظات. بحلول يونيو 2019 تم الإبلاغ عن أن الوباء قد تجاوز عدد الوفيات من وباء الإيبولا المتزامن. بحلول أبريل 2020 أصاب أكثر من 341.000 شخص وأودى بحياة حوالي 6400 شخص. وقد أثر هذا في المقام الأول على الأطفال دون سن الخامسة، وهو ما يمثل 74٪ من الإصابات وما يقرب من 90٪ من الوفيات.
واستجابة لذلك تم وضع برنامج تطعيم من قبل وزارة الصحة العامة بهدف تلقيح أكثر من 20 مليون طفل دون سن الخامسة. في عام 2018 بلغ معدل التطعيم ضد الحصبة 57٪. يتم دعم هذا الجهد من قبل مبادرة الحصبة والحصبة الألمانية ومنظمة الصحة العالمية واليونيسيف والتحالف العالمي للقاحات والتحصين وهو تحالف لقاح. كما بدأت منظمة أطباء بلا حدود في إجراء حملات التطعيم. تم إعاقة برامج التطعيم بسبب الوصول إلى الموارد الصحية ونقص الموارد والقضايا الأمنية وانعدام الثقة.
كان تفشي مرض الحصبة في جمهورية الكونغو الديمقراطية هو أكبر انتشار للحصبة وأكثرها فتكًا في جميع أنحاء العالم في عام 2019.
في أبريل 2020 أفيد أنه بسبب تفشي وباء كوفيد 19 تم تعليق برنامج التطعيم ضد الحصبة.
في 24 أغسطس 2020 تم الإعلان عن انتهاء التفشي مع النتائج النهائية لأكثر من 380.766 حالة و7018 حالة وفاة.